# پل امیل–ماری بنه
پُل اِمیل–ماری بِنِه (به فرانسوی: Paul Emile-Marie Beynet) (۱۸۸۳ ـ ۱۹۶۹) فرد نظامی اهل فرانسه است.
بِنِه به دلیل لیاقت از چند ژنرال که با وی مشارکت داشتند نظیر کاترو و ژنرال دینتز قدردانی شد. وی در جنگ جهانی اول شرکت کرد و پنج بار زخمی شد. در رتبه و مناصب نظامی پیشرف کرد تا رئیس هیئت ارکان ارتش در اوایل دههٔ ۱۹۳۰ شد. خلال جنگ جهانی دوم رهبر سپاه چهاردهم درکوه‌های آلپ بود و توانست جلوی پیشروی ارتش ایتالیا به سمت فرانسه را بگیرد.
پس از به امضاء رسید آتش‌بس فرانسه و آلمان، رئیس هیئت مذاکره کنند فرانسه در کمیتهٔ آتش‌بس شد. مقر این کمیته در شهر ویسبادن آلمان بود. در سال ۱۹۴۲ به لندن رفت و به شارل دو گل پیوست.
خلال چند ماه بین ۱۹۴۳ و ۱۹۴۴ در رأس کمیتهٔ نظامی فرانسه آزاد در واشینگتن قرار گرفت. دهم فوریه ۱۹۴۴ میلادی، شارل دو گل وی را نماینده کل فرانسه در سوریه و لبنان و فرماندهٔ نیروهای فرانسوی مستقر در آنجا انتخاب کرد. وی در این منصب تا سال ۱۹۴۶ باقی ماند و پس از آن بازنشسته شد.